# Rada Tilly
Rada Tilly est une ville et une station balnéaire de la province de Chubut, en Argentine. Elle est située sur la côte Atlantique, à 10 km au sud de Comodoro Rivadavia. Sa population s'élevait à 6 208 habitants en 2001.